# Flashblood
Flashblood ou flushblood é uma técnica de administração de drogas por via intravenosa na qual usuários de drogas recreativas compartilham fluídos sanguíneos entre si,  principalmente no consumo de heroína. A técnica consiste na extração do sangue de uma pessoa que utilizou uma droga injetável para, em seguida, reinjetar o sangue em outro usuário. O objetivo é produzir efeitos intoxicantes a baixo custo e/ou aliviar sintomas de abstinência. A prática foi documentada pela primeira vez em outubro de 2005 pelo periódico britânico BMJ. Seu uso foi primeiramente relatado na cidade de Dar es Salaam, capital da Tanzânia, mas a prática havia se espalhado para outras regiões da África Oriental até 2010.
O uso de drogas por meio do compartilhamento de fluído sanguíneo é de alto risco quanto à transmissibilidade de vírus como hepatite e HIV, patologias muito prevalentes entre os usuários de drogas injetáveis na África Oriental.

## Brasil
No Brasil, o uso de cocaína injetável com seringas compartilhadas é relatado por Drauzio Varella em seu livro Estação Carandiru (1999).